# مرکاتلو سول متاورو
مرکاتلو سول متاورو (به ایتالیایی: Mercatello sul Metauro) یک کومونه در ایتالیا است که در استان پزارو و اوربینو واقع شده‌است.

## خصوصیات
مرکاتلو سول متاورو ۶۸٫۶ کیلومترمربع مساحت و ۱٬۴۹۴ نفر جمعیت دارد و ۴۲۹ متر بالاتر از سطح دریا واقع شده‌است.